# Mediana de Aragón
Mediana de Aragón là một đô thị ở tỉnh Zaragoza, Aragon, Tây Ban Nha. Theo điều tra dân số 2004 của Viện thống kê Tây Ban Nha (INE), đô thị này có dân số là 504 người. Diện tích đô thị này là 90 ki-lô-mét vuông. Đô thị này nằm ở độ cao 289 m trên mực nước biển, cách thủ phủ Zaragoza 30 km.